# Taraxacum polozhiae
Taraxacum polozhiae là một loài thực vật có hoa trong họ Cúc. Loài này được Kurbatski miêu tả khoa học đầu tiên năm 1980.